# Doogee
Doogee és una marca dedicada al disseny i desenvolupament de telèfons intel·ligents que funcionen sota el sistema operatiu Android, amb seu a Shenzhen, i és la tercera marca del grup de tecnologia mòbil KVD. Ha arribat a ser coneguda en diverses parts del món, sobretot per Internet, a més que és durant la temporada 2014-2015, patrocinador oficial de l'equip espanyol Vila-real Club de Futbol

## Història
L'empresa Doogee va ser fundada al març de 2013 per Fabio Settimio, com la tercera marca del grup KVD International Group Limited, (les dues marques prèvies són KVD i BEDOVE). Des de llavors, s'ha caracteritzat pels seus llançaments freqüents de productes nous, els quals han demostrat tenir una molt bona relació qualitat/preo, competint en característiques amb marques reconegudes occidentals a preus molt menors. Això li ha merescut una bona reputació al mercat xinès, a tal punt que han aconseguit la seva expansió cap a Europa, per mitjà d'un distribuïdor oficial espanyol, a més del fet que la seva penetració a Espanya ha anat més enllà, al punt de signar un acord de patrocini per un any amb el club de futbol espanyol Villareal CF, la qual cosa ha desembocat fins i tot en ofertes per a membres del club i una carcassa exclusiva dissenyada especialment per a fans del mateix

## Marca
Doogee ha aconseguit convertir-se en una marca recordada en el seu públic objectiu, mitjançant el desenvolupament de dissenys creatius en els seus productes i publicitat, el seguiment dels mateixos en xarxes socials, les actualitzacions de programari constants que fan als seus equips, l'embalatge dels seus productes, i fins i tot marxandatge de la marca, en el qual s'ha pogut fins i tot observar-ne una mascota.
El nom Doogee, es pot explicar de la següent forma: "D" de "decidit", "OO" com a referència al símbol infinit (?) usat comunament en notació matemàtica i "EE", com a adequació de l'expressió nord-americana "yijaa", que es fa servir sovint pels vaquers en muntar; això pot semblar a simple vista una elecció aleatòria de les paraules, però s'explica en el lloc web oficial que el que Doogee en realitat significa és una actitud cap a la vida, amb el qual volen reflectir confiança cap als seus usuaris i distribuïdors.
Una segona interpretació de Doogee també suggerida per ells mateixos és que la paraula es podria traduir en la frase xinesa "Dao Gee", que es divideix en "Dao", que significa a grans trets, Justícia, confiança i el bon obrar en temps anteriors; i "Gee", que ho expliquen com "tota mena de formes i grandàries", amb la qual cosa s'intenta mostrar "Dao Gee" com a innovació, confiança, disseny i saviesa.

## Productes
Des de la seva fundació en 2013, ha llançat una gran varietat de telèfons intel·ligents, amb característiques avançades per al preu en el qual són llançades. Doogee no inverteix en publicitat a gran escala i en estar situada en Shenzhen, té un avantatge competitiu del tipus geogràfic, la qual cosa li permet oferir aquests preus, que en les marques de la seva competència, són notablement majors. Així, es pot veure com el més bàsic dels seus productes, el Doogee COLLO2 DG120, que fins i tot sent el dispositiu més econòmic que ofereixen, compta amb processador de doble nucli, juntament amb equips molt més robusts igualment a un preu baix, com ho és el Doogee Max DG650, que podria caracteritzar-se com un Phablet.
Un estàndard en els seus productes (com en la majoria de les marques de telèfons asiàtiques), és l'ús de processadors Mediatek, que al seu torn han evolucionat fins i tot des del llançament de la marca Doogee (encara que aquesta evolució no té res a veure directament amb Doogee), aconseguint aportar a la marca un acompliment alt amb els seus processadors Mediatek, i excel·lents preus al mateix temps. També destaca l'ús de pantalles LCD amb tecnologia IPS, que atorguen un ampli angle de visió, lluentor i qualitat en la imatge; l'ús d'Android com a sistema operatiu dels seus dispositius, usant com a versió mínima Android 4.2, encara que han llançat ja alguns models amb Android 4.4 Kitkat.
Un altre aspecte que cal esmentar, és la innovació en els seus productes, en els quals pot ressaltar el recent llançament del Doogee VALÈNCIA DG800, que compta amb un panell tàctil darrere, sensor de gestos, detector de bellesa en la seva càmera i tret de la mateixa per veu, característiques que es poden arribar a trobar en uns altres dels seus productes.
Aquestes especificacions, sumades a la qualitat en els seus productes, els baixos preus i el maneig acurat que fan de la seva marca, han aconseguit un èxit notori d'aquesta, que es pot notar en el prolífics que s'han tornat, arribant a llançar a vegades més d'un model en el mes, alguna cosa que ha cridat l'atenció dels seus usuaris, arribant fins i tot a generar polèmica.

### Models
El catàleg dels productes de DOOGEE, ha crescut enormement des del seu primer model. Els seus productes són els següents:
Productes 3G:
- Doogee COLLO DG100
- Doogee COLLO 3 DG110
- Doogee COLLO 2 DG120
- Doogee MOON DG130
- Doogee TITANS DG150
- Doogee HOTWIND DG200
- Doogee RAINBOW DG210
- Doogee LEO DG280
- Doogee VOYAGER DG300
- Doogee VOYAGER2 DG310
- Doogee MINT DG330
- Doogee PIXELS DG350
- Doogee LATTE DG450
- Doogee DISCOVERY DG500
- Doogee DISCOVERY 2 DG500C
- Doogee FIND DG510
- Doogee DAGGER DG550
- Doogee BIGBOY DG600
- Doogee MAX DG650
- Doogee MAX DG650S
- Doogee DG-PHABLET DG685
- Doogee VALENCIA DG800
- Doogee TURBO DG2014
- Doogee KISSME DG580
- Doogee VALENCIA2 I100

Productes 4G:
- Doogee IBIZA F2
- Doogee TURBO MINI F1
- Doogee VALENCIA2 I100 Pro
- Doogee F3
- Doogee F3 Pro
- Doogee F5